# Celestus enneagrammus
Celestus enneagrammus е вид влечуго от семейство Слепоци (Anguidae). Видът не е застрашен от изчезване.

## Разпространение и местообитание
Разпространен е в Мексико.
Обитава гористи местности, планини, възвишения, пасища, крайбрежия и плажове.

## Описание
Популацията на вида е стабилна.